# Christine van Meeteren
Carolina Christina Manssen (née à Amsterdam le 26 avril 1885 et morte à Hoog-Keppel le 3 janvier 1973) fut une actrice du cinéma muet néerlandais connue sous le nom de Christine van Meeteren.

## Biographie
Elle se maria en 1905 avec l'acteur et metteur en scène Louis H. Chrispijn, avec qui elle eut un fils.
En 1913, son mari l'engagea dans la Filmfabriek Hollandia et elle fit ses débuts d'actrice avec Annie Bos dans Twee Zeeuwsche Meisjes in Zandvoort et Mijntje en Trijntje op de Schaats. Elle eut ensuite des rôles secondaires, et fut parfois créditée sous le nom de Christine Chrispijn-van Meteren. Avec son époux, elle faisait aussi partie d'une troupe de théâtre, la Hollandia Toneel.
Son divorce survint en 1917, mettant fin à sa carrière d'actrice au cinéma. Elle partit pour les Indes néerlandaises, où elle rencontra son second mari. En 1936, elle fonda une école de cinéma pour préparer des acteurs débutants à une carrière cinématographique.
Elle fit de rares apparitions à l'écran, comme dans Komedie om geld, (La Comédie de l'argent) film de Max Ophüls dans lequel elle avait aussi contribué au scénario.

## Filmographie partielle
- 1913 : Krates
- 1913 : Silvia Silombra
- 1913 : Nederland en Oranje
- 1913 : Kat et Ket (Twee zeeuwsche meisjes in Zandvoort) de Louis H. Chrispijn
- 1914 : Toffe jongens onder de mobilisatie
- 1914 : Weergevonden
- 1914 : De bloemen, die de ziel vertroosten
- 1914 : Liefde waakt
- 1914 : Een telegram uit Mexico
- 1914 : De zigeunerin
- 1914 : Zijn viool
- 1915 : Liefdesstrijd
- 1915 : De vrouw Clasina
- 1915 : De vloek van het testament
- 1916 : Majoor Frans de Maurits Binger
- 1916 : Het geheim van den vuurtoren
- 1936 : La Comédie de l'argent (Komedie om geld) de Max Ophüls